# Пасифик Гроув
Пасифик Гроув (на английски: Pacific Grove) е град в окръг Монтерей, щата Калифорния, САЩ. Пасифик Гроув е с население от 15 698 жители (по приблизителна оценка от 2017 г.) и обща площ от 10,3 km². Намира се на 46 m надморска височина. ЗИП кодовете му са 93950, а телефонният му код е 831.